# 泊头火柴

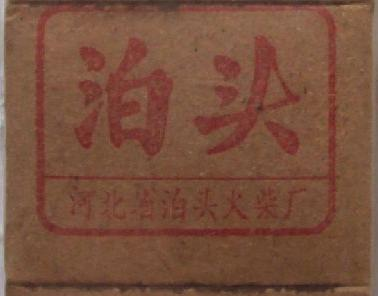
泊头火柴

泊头火柴，是河北泊头火柴有限责任公司所生产的一种火柴，曾改变了当时中国依赖“洋火”的局面。該公司是创建于1912年的一家中国火柴生产企业，已破产。该公司曾经为中国乃至亚洲最大的火柴生产企业。

## 诞生背景
中国火柴工业诞生于19世纪下半叶，1877年，中国第一家民族火柴工厂——上海制造自来大局创建，但由于当时的环境，不久便宣告终结。当时的中国市场“洋火”充斥，大量白银外流。1912年进口火柴数量达最高峰，就在这一年，泊头火柴诞生。

## 发展历史
1912年5月，泊镇永华火柴股份有限公司成立，白聘三任董事长。
1916年，公司以本地土硝代替氯酸钾，发生重大质量事故，产品大量积压，同时受地方欺压，经营不善，时任民国代总统的冯国璋以四万元现洋入股公司，公司有很大改善，白聘三担任董事长，赵春溪担任公司经理。
1948年，泊镇永华火柴股份有限公司成为晋察冀边区乃至全国最早的公私合营企业之一。
1950年5月，泊镇永华火柴股份有限公司由公私合营改归国有，成为泊头火柴厂。1950年代到1960年代，在中华人民共和国计划经济体制下，泊头火柴厂不断扩大规模。1970年代到1980年代，该厂经营十分红火。
1988年到1998年，泊头火柴厂迎来了十年鼎盛时期。自1988年起，中华人民共和国一批位于大城市的知名火柴厂纷纷停产或倒闭，火柴市场上对泊头火柴的需求猛增。该厂增加产能以后，火柴产量自1980年代末的日产300万盒猛增至1990年代中期的日产700万盒（即日产7亿根火柴），成为“亚洲最大的火柴厂”。厂房面积扩展到300余亩，人员最多曾达到2300余人。
1998年10月27日，公司进行重组，实行股份制改制，由国有企业变为该公司全体人员持股，成立了泊头火柴（集团）有限责任公司，跻身中华人民共和国500家最大的化学工业企业之一。 “泊头火柴”获评为全国知名品牌、河北省第一批著名商标，并获得第五届亚洲及太平洋国际贸易博览会金奖。
1990年代中期起，由于打火机的兴起，该公司的经营遇到困难，由盛转衰。打火机、电子打火器具严重冲击了火柴的销路，而且该公司改制不够彻底、冗员过多、负担十分沉重。2006年，该公司停产，并宣告破产。此后，该公司进入资产处置拍卖阶段。最后一批设备的资产处置拍卖会于2012年9月6日在泊头举行，但遭遇流拍。
2012年9月6日，河北泊头火柴有限公司举行资产处置拍卖会，泊头火柴正式走进历史。
泊头火柴有限责任公司的前身是泊镇永华火柴股份有限公司。1912年5月，泊镇永华火柴股份有限公司，在冯国璋以四万元现洋入股后成立。这是该企业历史上的第一次改组。1948年，泊镇永华火柴股份有限公司成为晋察冀边区乃至中国最早的公私合营企业之一。
该公司的破产，代表着号称中国火柴制造业“五朵金花”的泊头、开封、安阳、济宁、蚌埠五家火柴生产企业已全部消失。

## 所获荣誉
河北泊头火柴有限公司为亚洲最大的火柴生产厂家。“泊头火柴”为全国知名品牌、河北省首批著名商标、河北省六大畅销品牌、河北省重点名牌产品、河北省优质产品、河北省消费者信得过产品、“第五届亚洲及太平洋国际贸易博览会”金奖，企业先后获省级先进企业、国家二级企业、轻工部重点骨干企业、全国500家最大化学工业之一等荣誉。

## 文物保护
2006年，火柴厂宣告破产之后，其资产归泊头市人民政府主持清点并进行管理。作为中国重要的工业遗产，该厂的部分设备被政府的文物保护部门移走并封存，加以保护。文物保护部门将专门设立展馆展示这些设备。